# Îlot Notre-Dame-du-Rocher
Gospa od Škrpjela (Notre Dame du Rocher ou Notre Dame des Rochers en français) est une petite île artificielle de 0,38 hectares située dans les Bouches de Kotor, au Monténégro face à la côte du village de Perast.
L'île est formée à partir de roches et restes de vieux bateaux effondrés transportés par les habitants. Dans l'île existe une tradition connue sous le nom de Felsenwerfens qui consiste, le 22 juillet de chaque année, à commémorer la construction de l'île en lançant des pierres à la mer, ce qui fait que la surface de l'île va en augmentant petit à petit.
Sur l'île l'église bâtie en 1632 a été réformée et élargie en 1722, et en 1979 est devenue (avec toute la baie de Kotor) site du Patrimoine de l'Humanité de l'UNESCO.
À peu de distance se trouve l'îlot Sveti Dorde (îlot Saint-Georges).

## Galerie

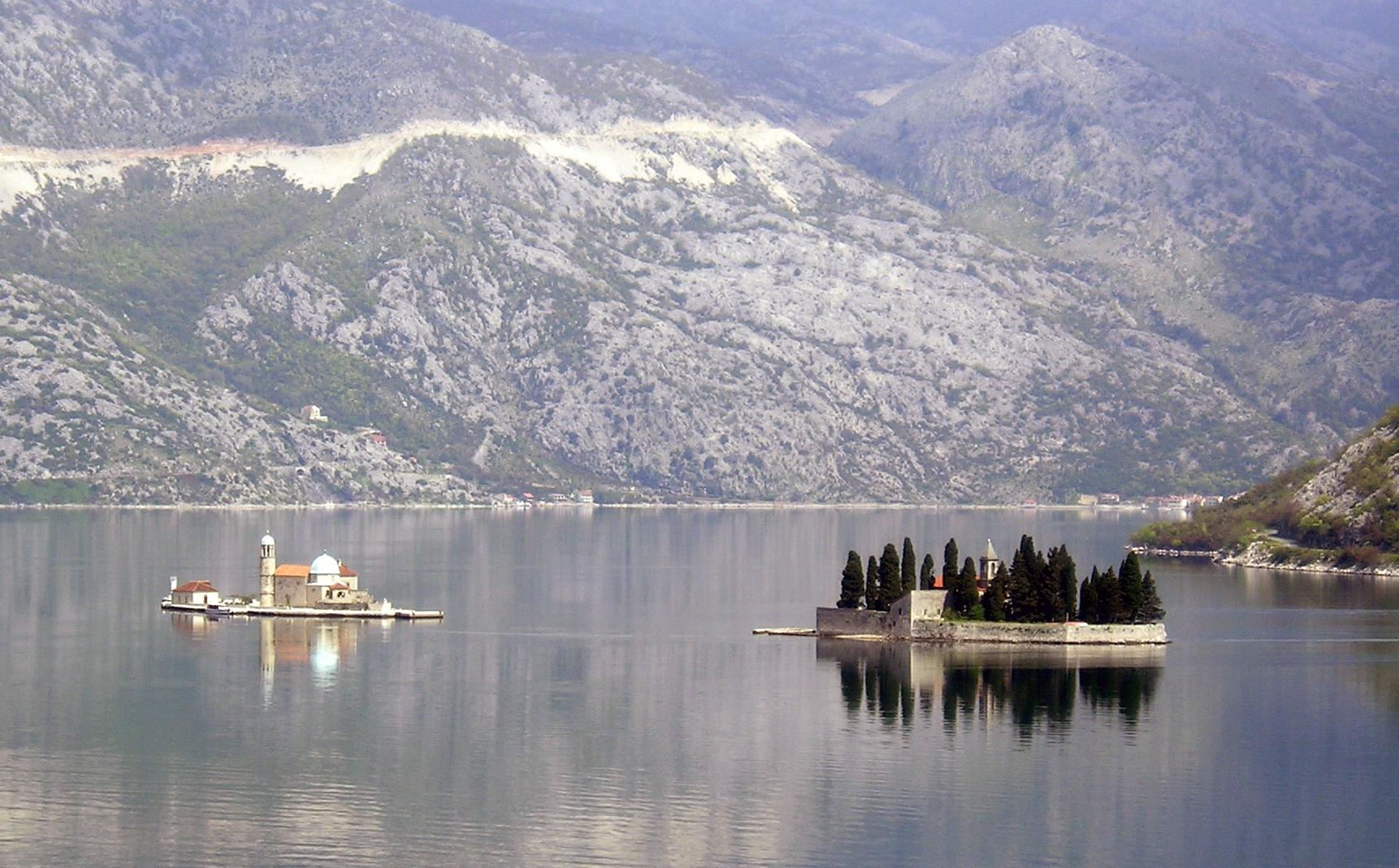
A gauche, Gospa od Škrpjela, à droite Sveti Dorde.
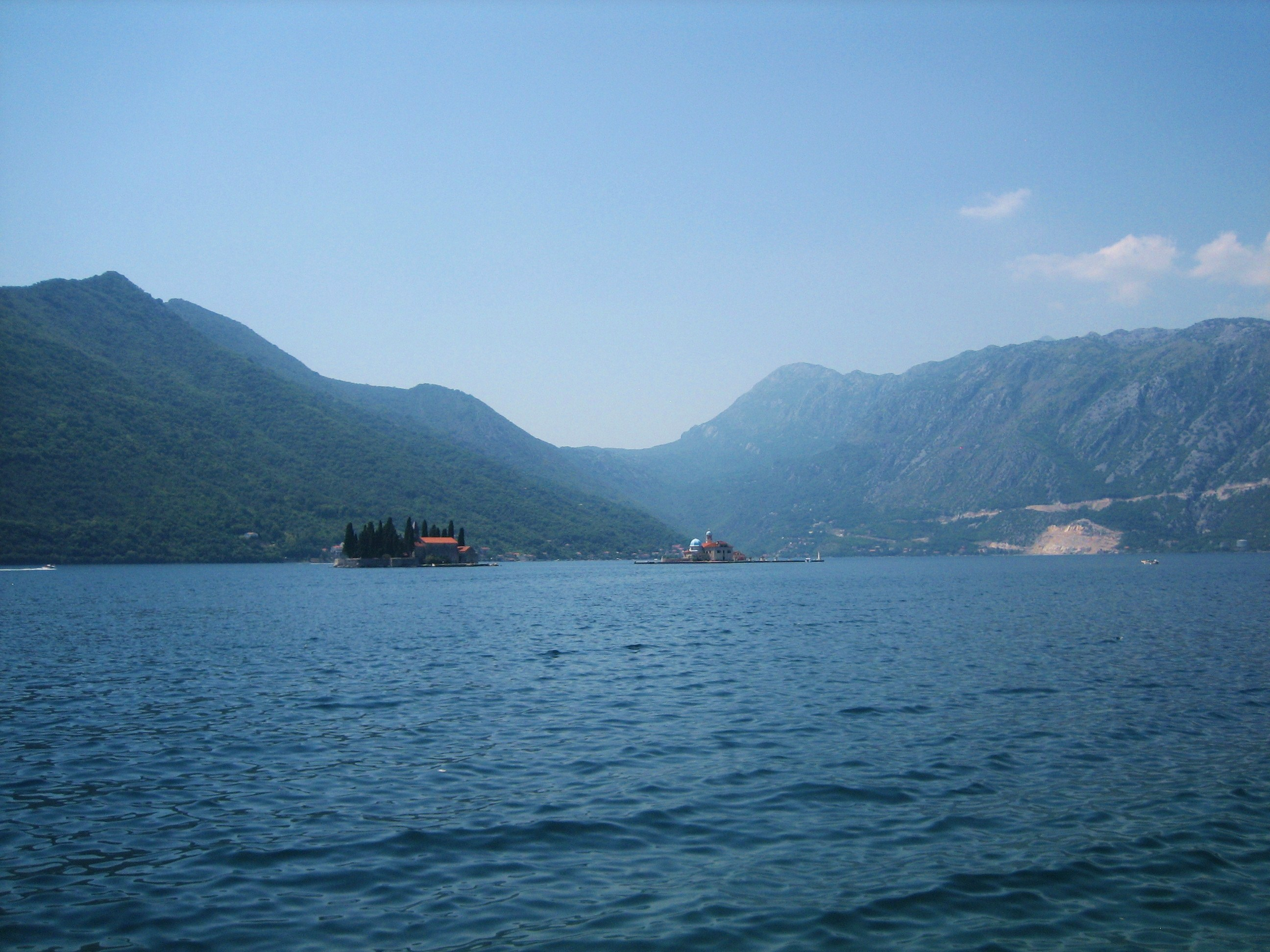
Gospa od Škrpjela au fond des Bouches dee Kotor.